# شهرستان مونتری (کالیفرنیا)
شهرستان مونتری (به انگلیسی: Monterey County) نام یک شهرستان در ایالت کالیفرنیا در آمریکا است.
بخشداری آن سالیناس می‌باشد.

## نگارخانه

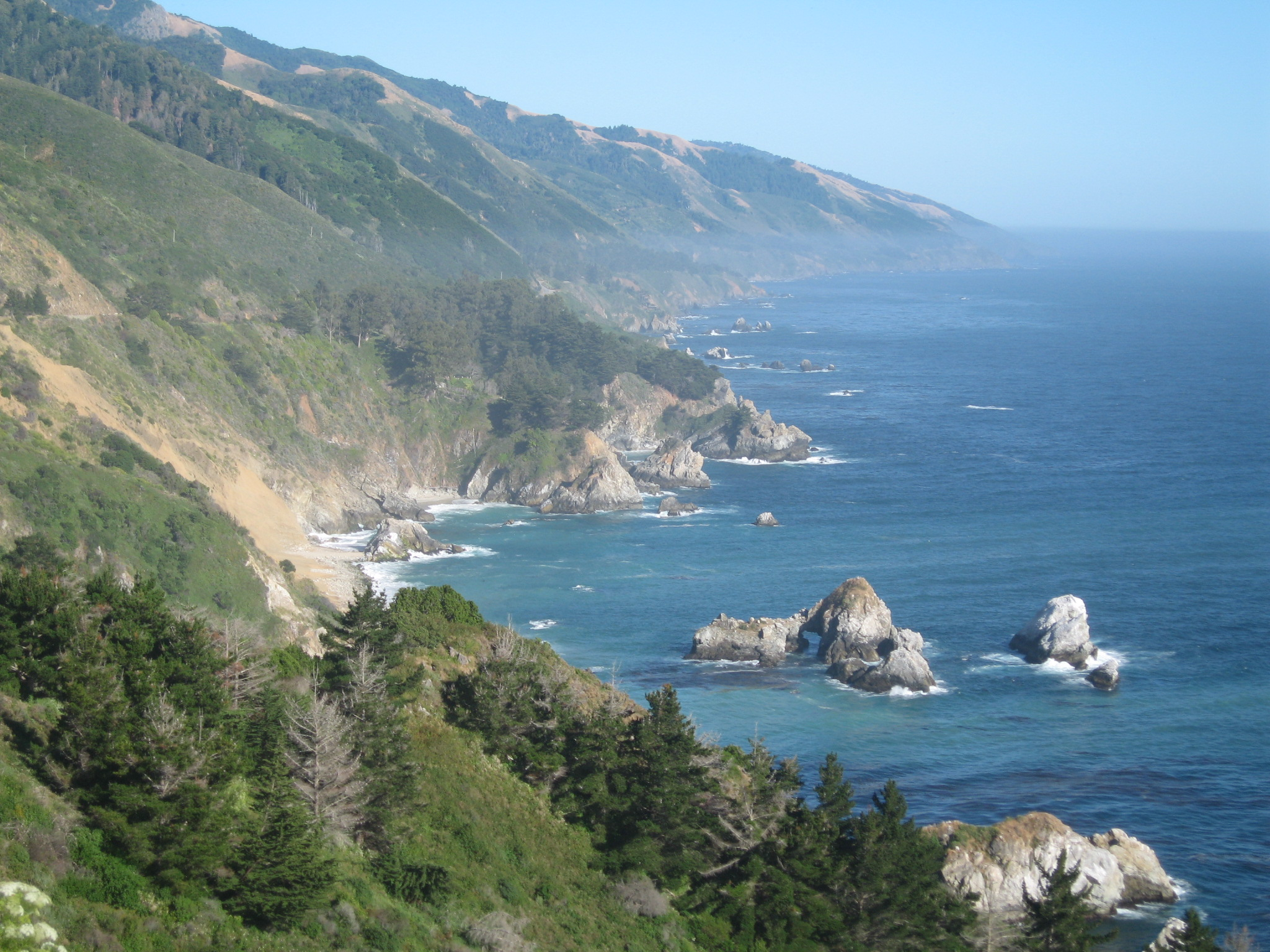
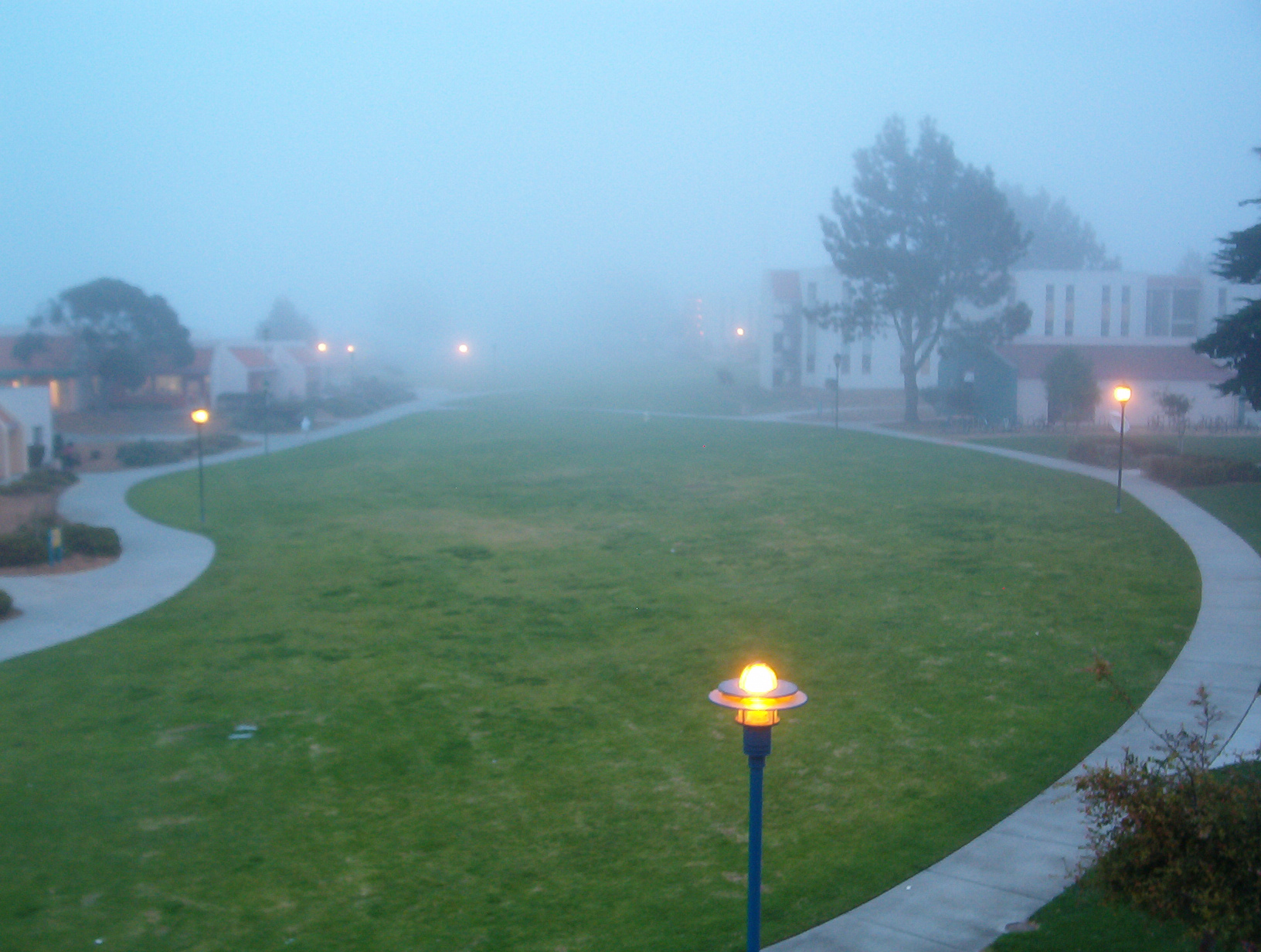
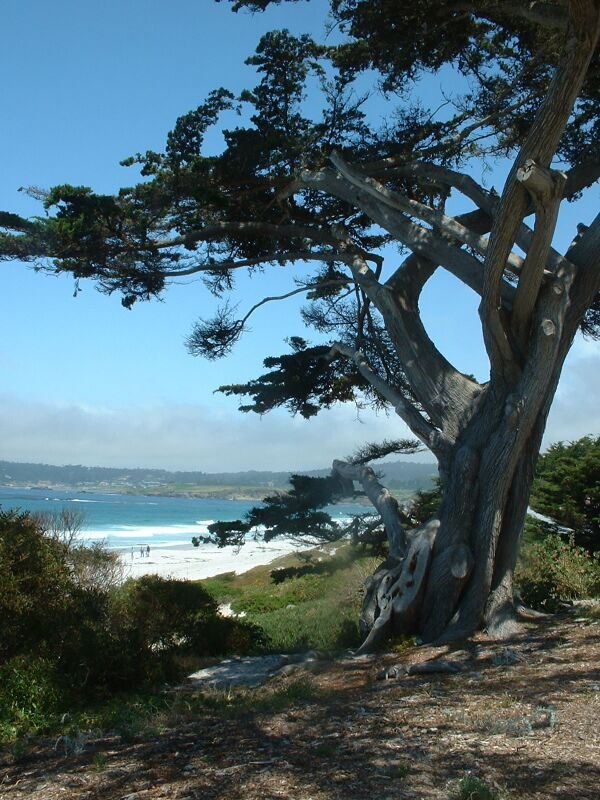
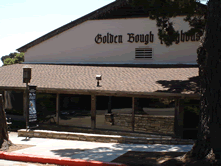
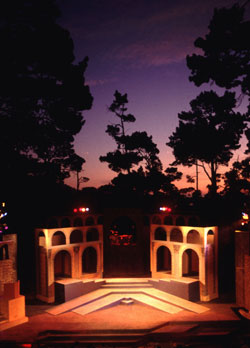
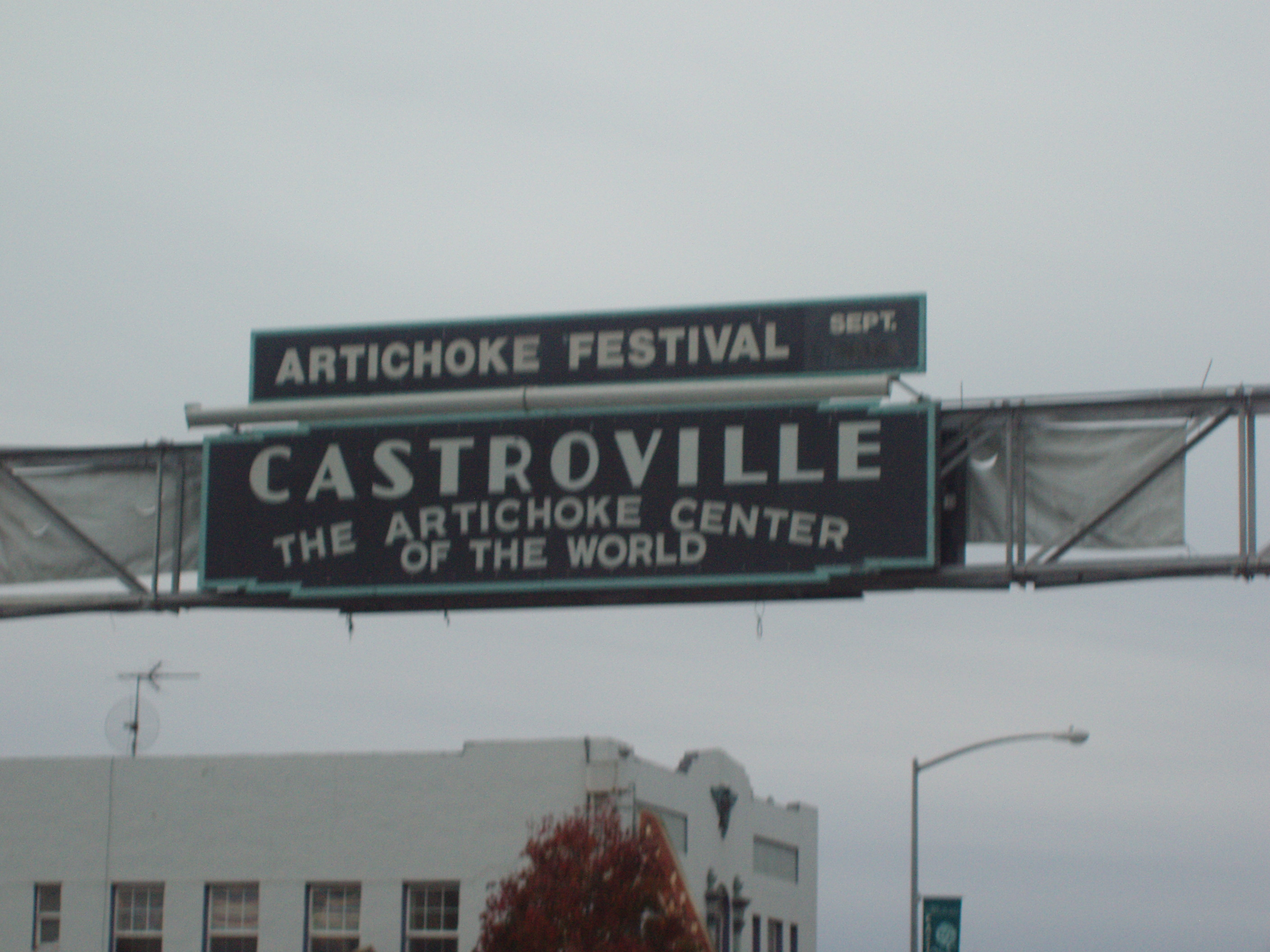
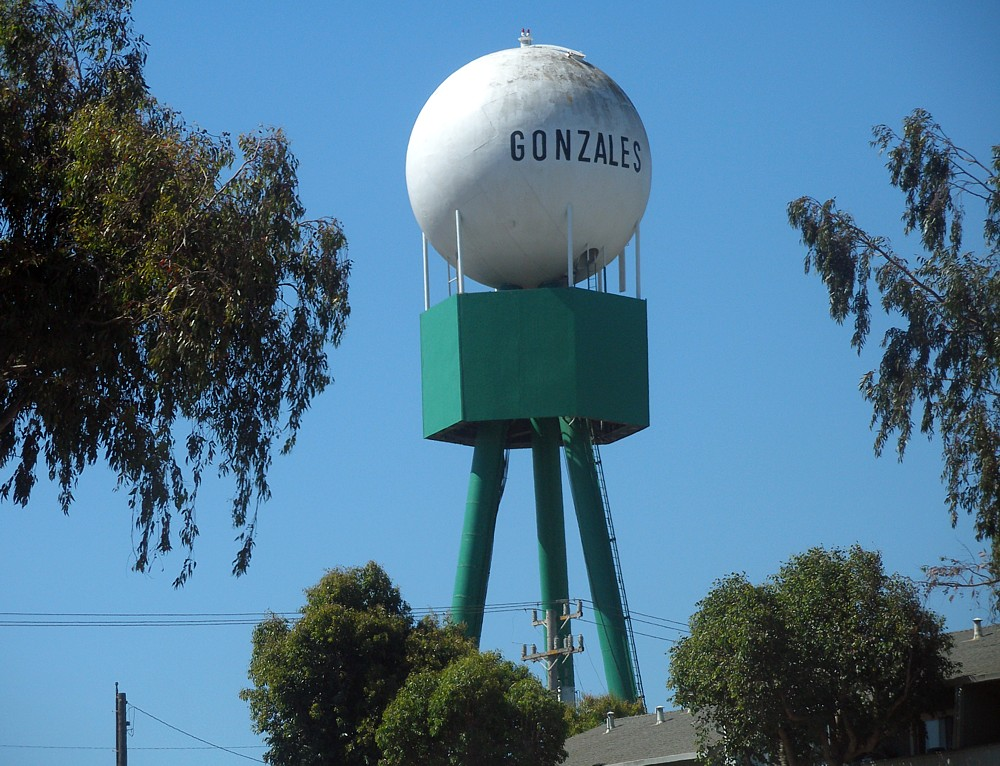
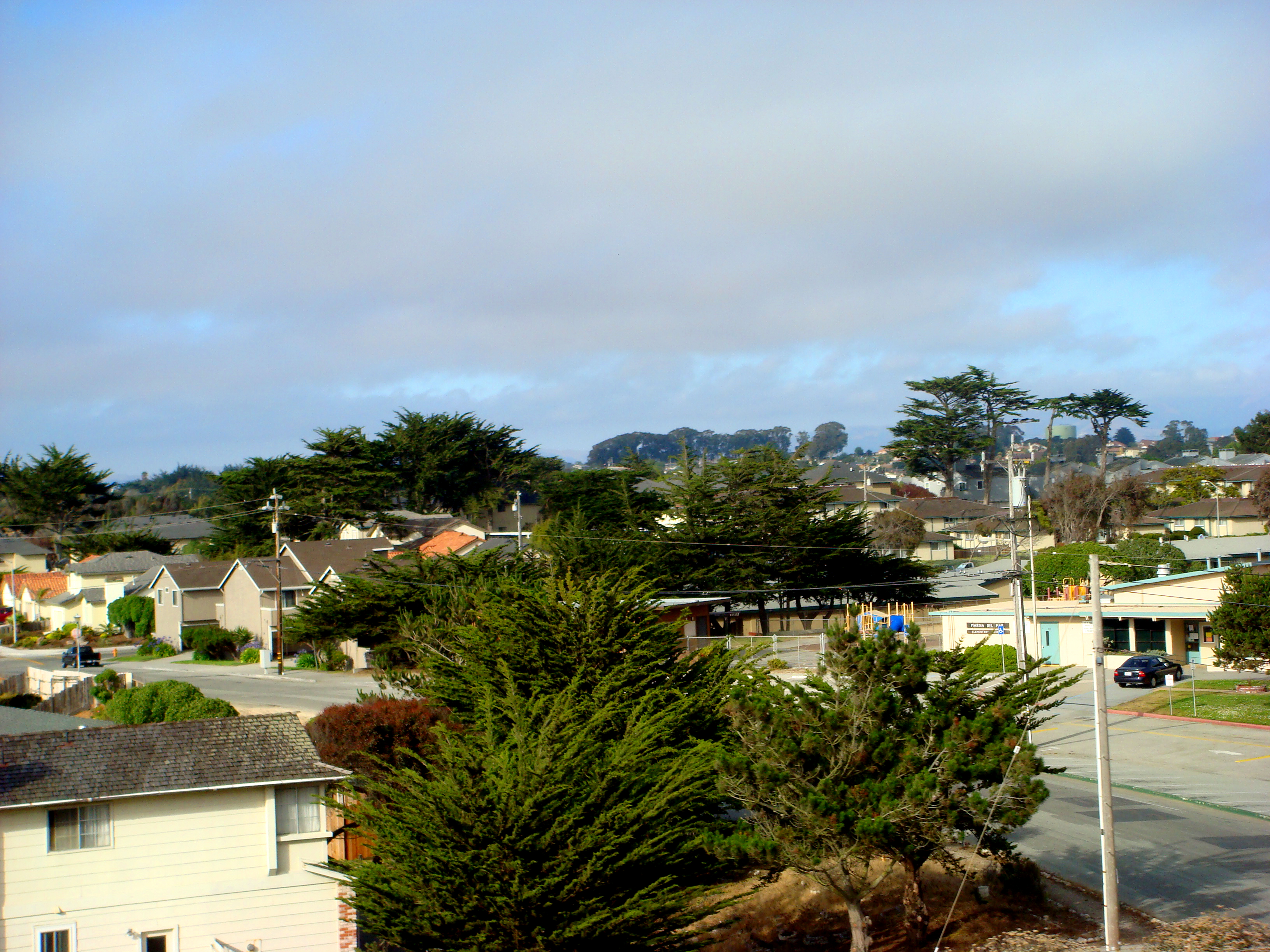
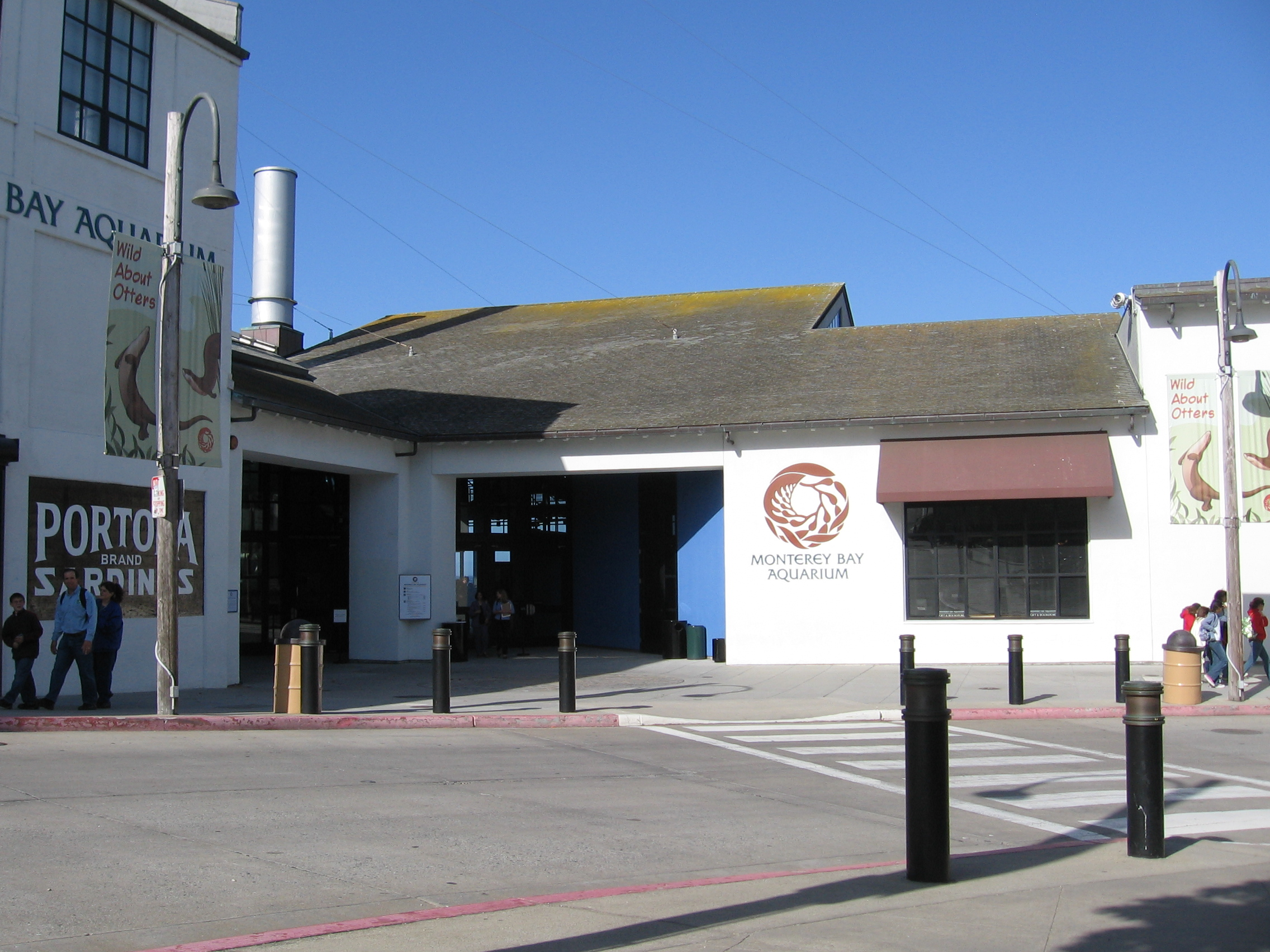
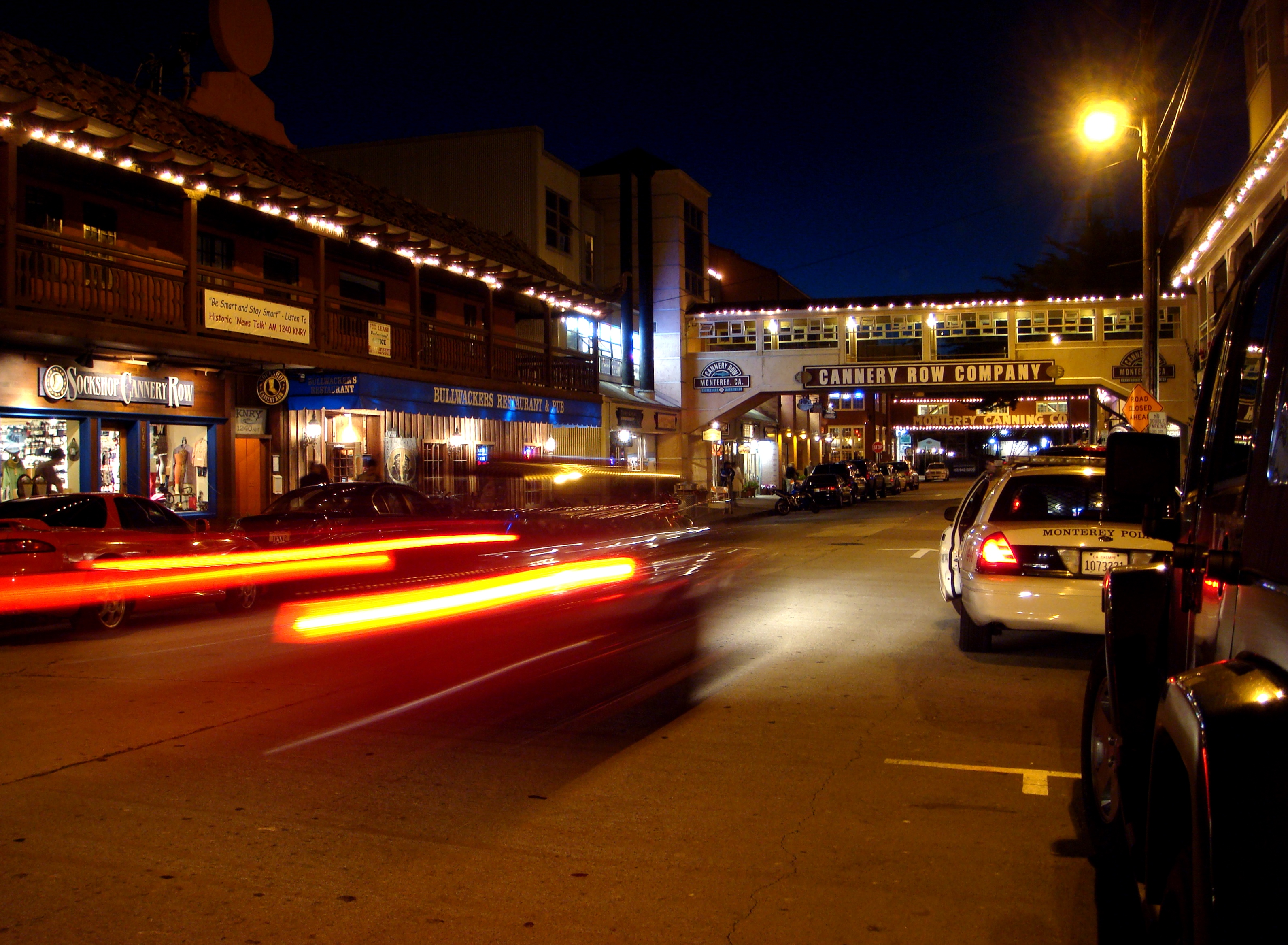
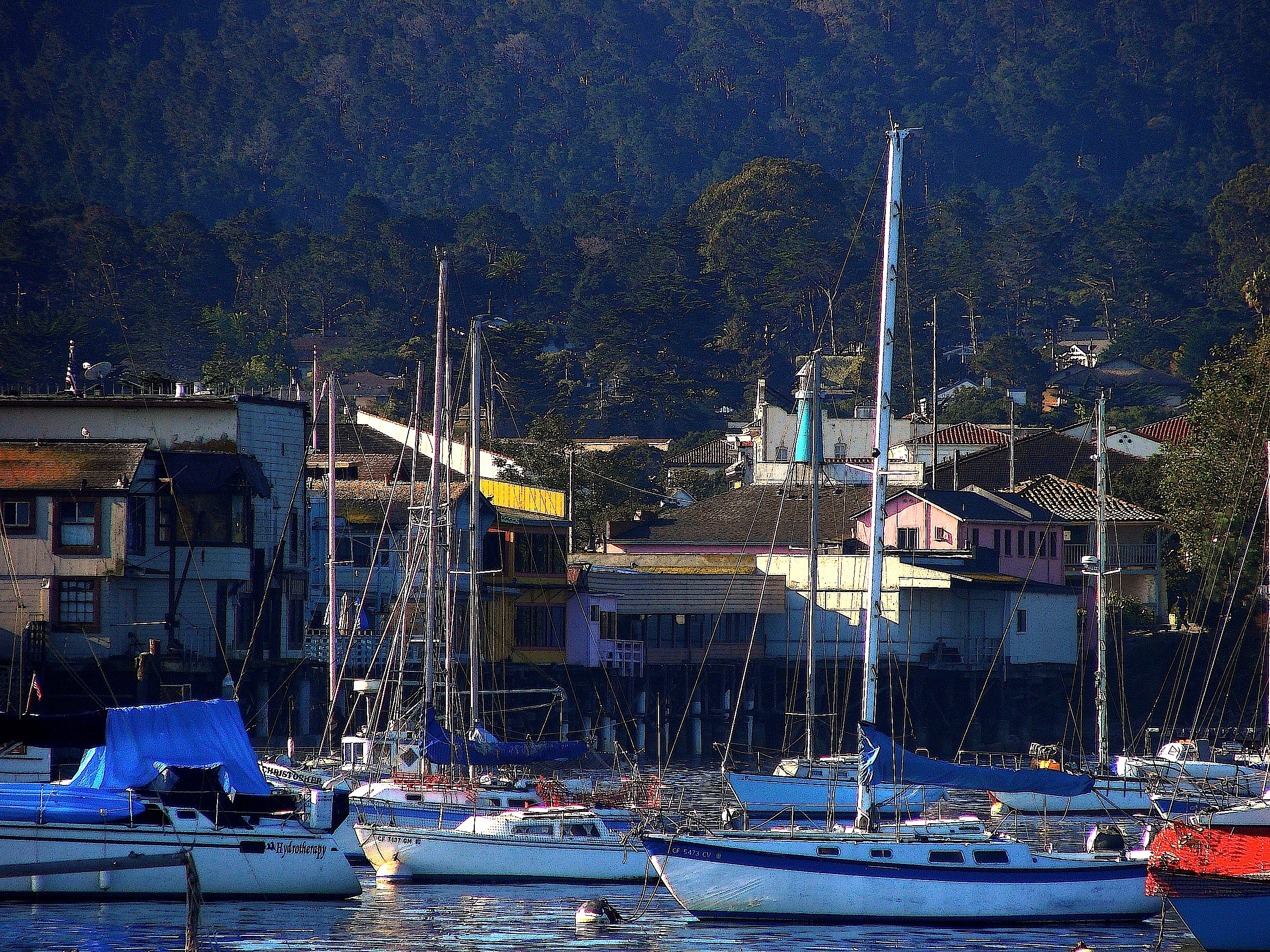
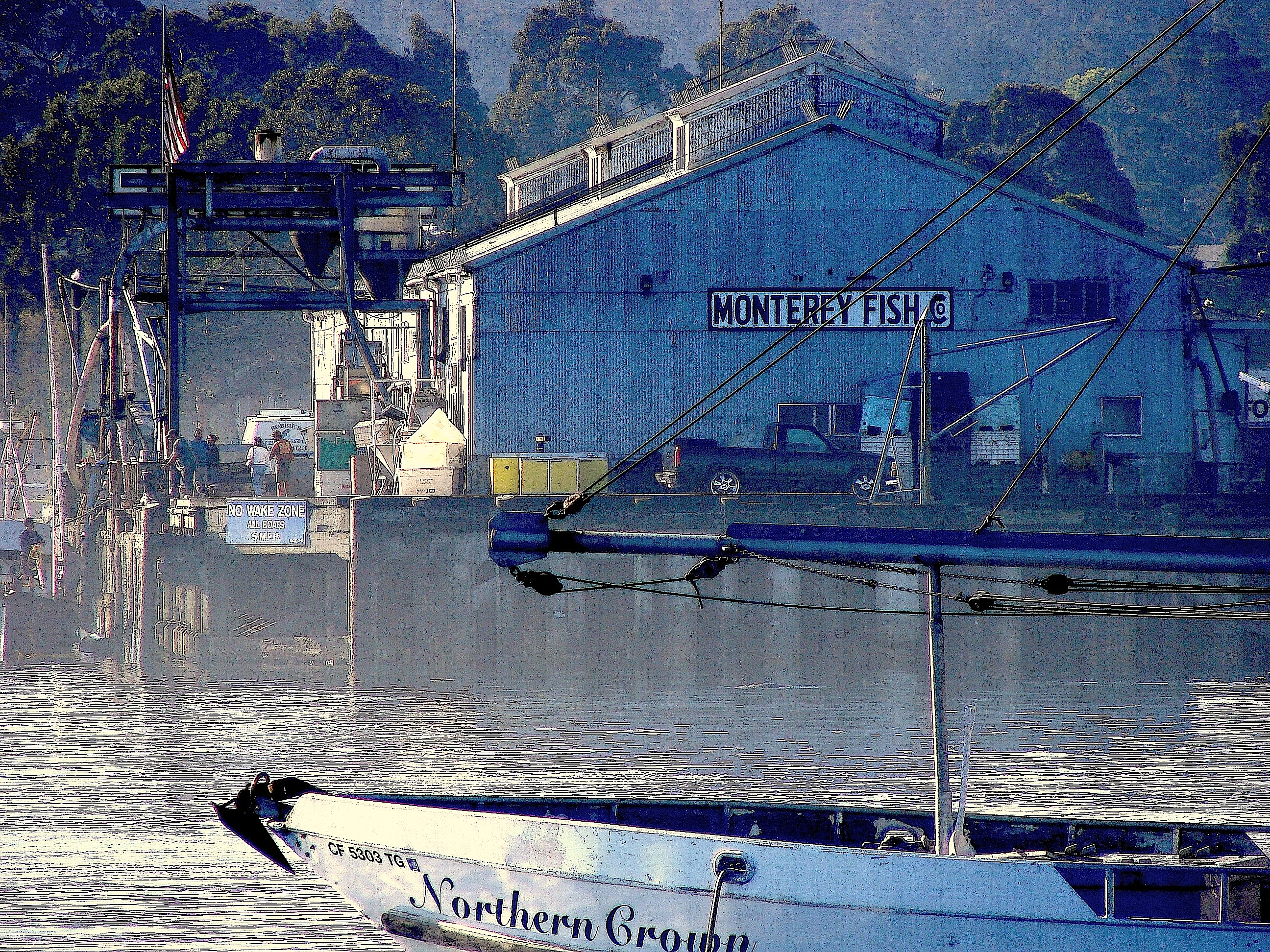
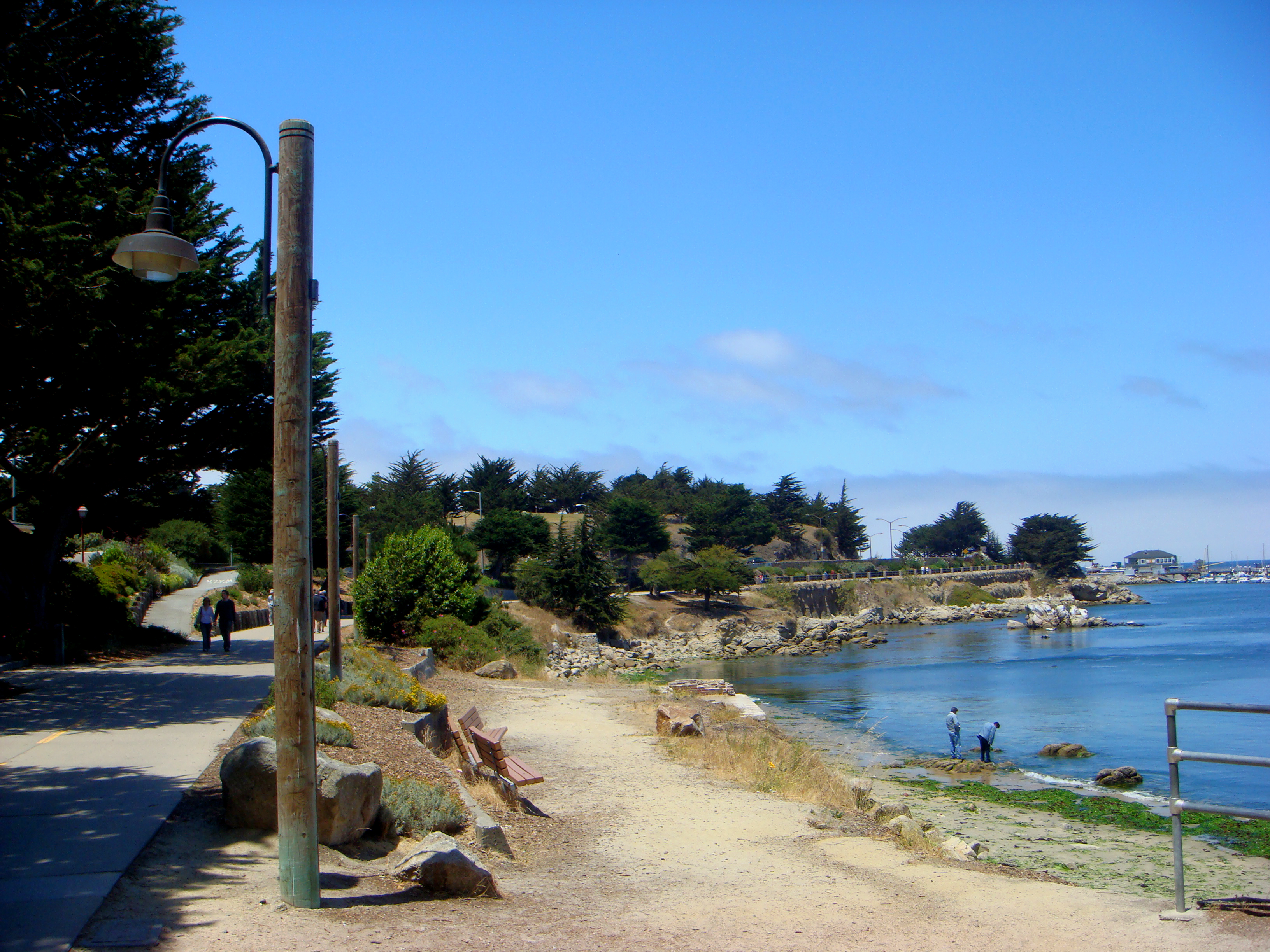
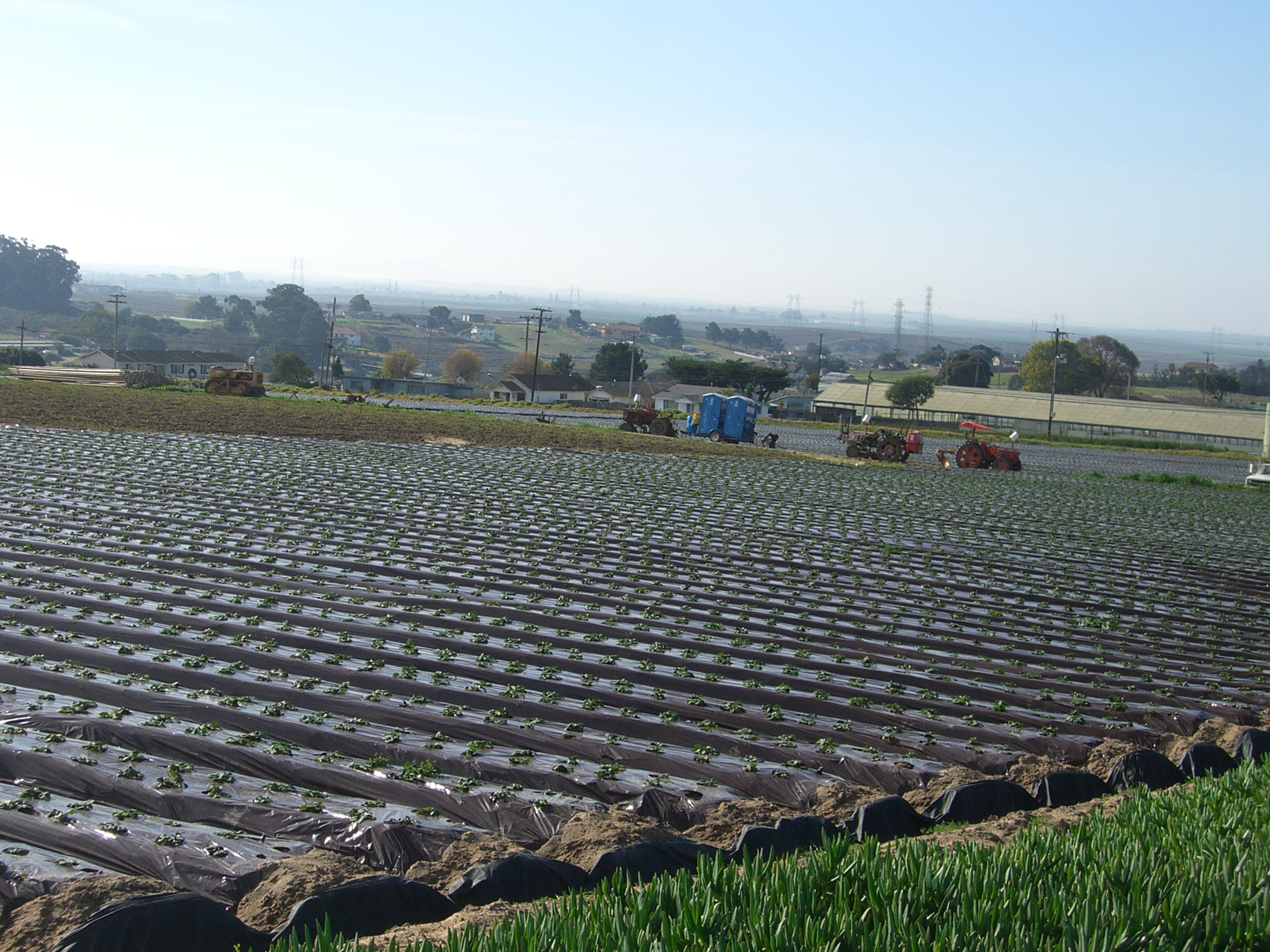
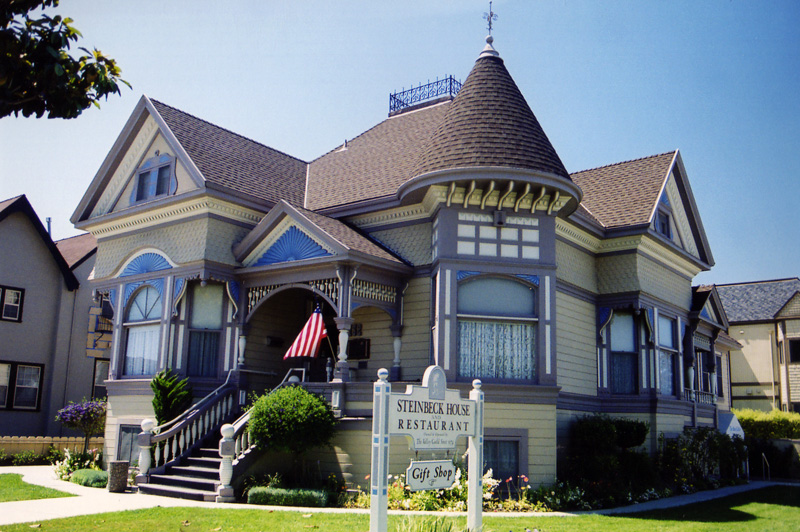
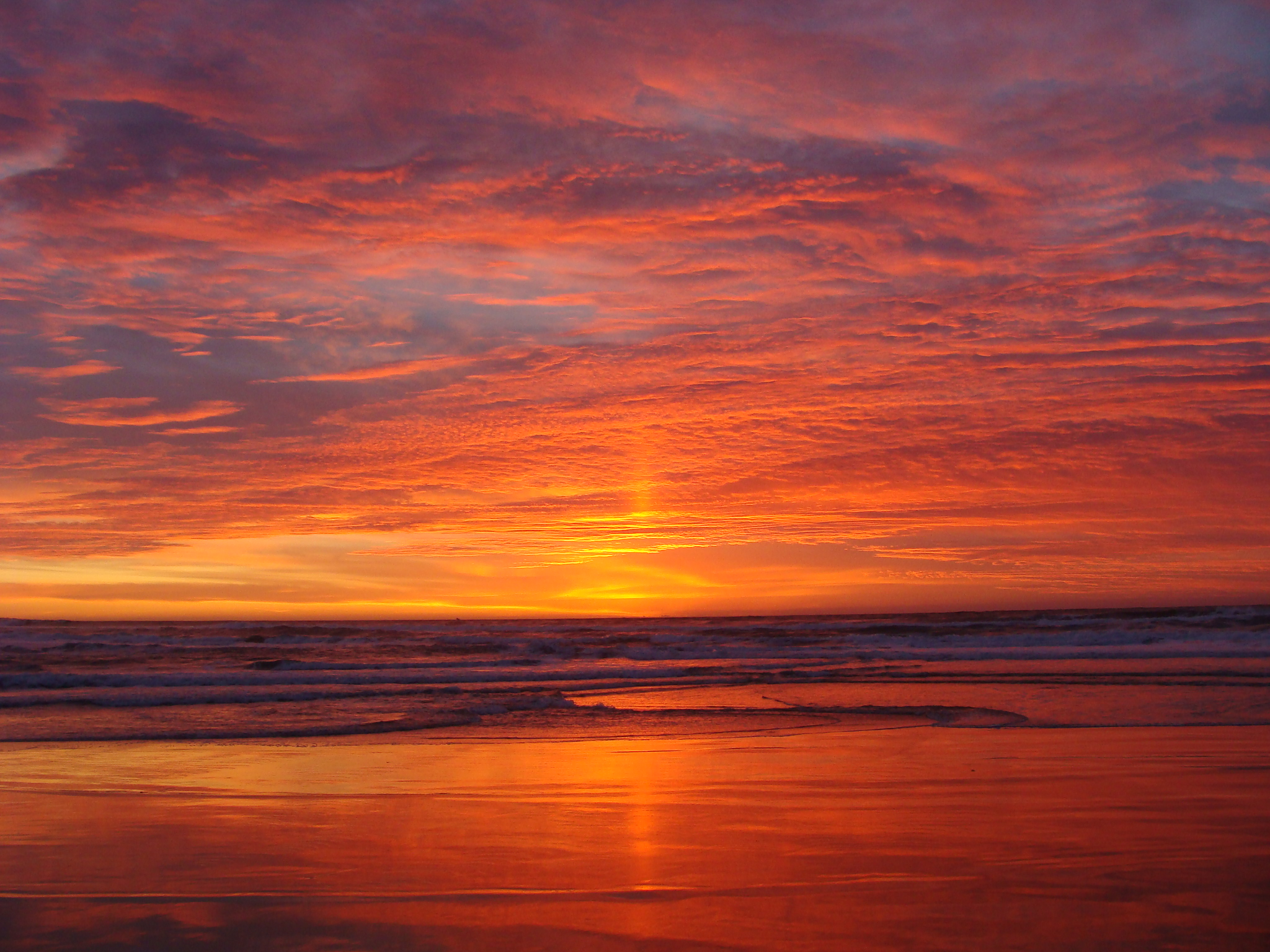
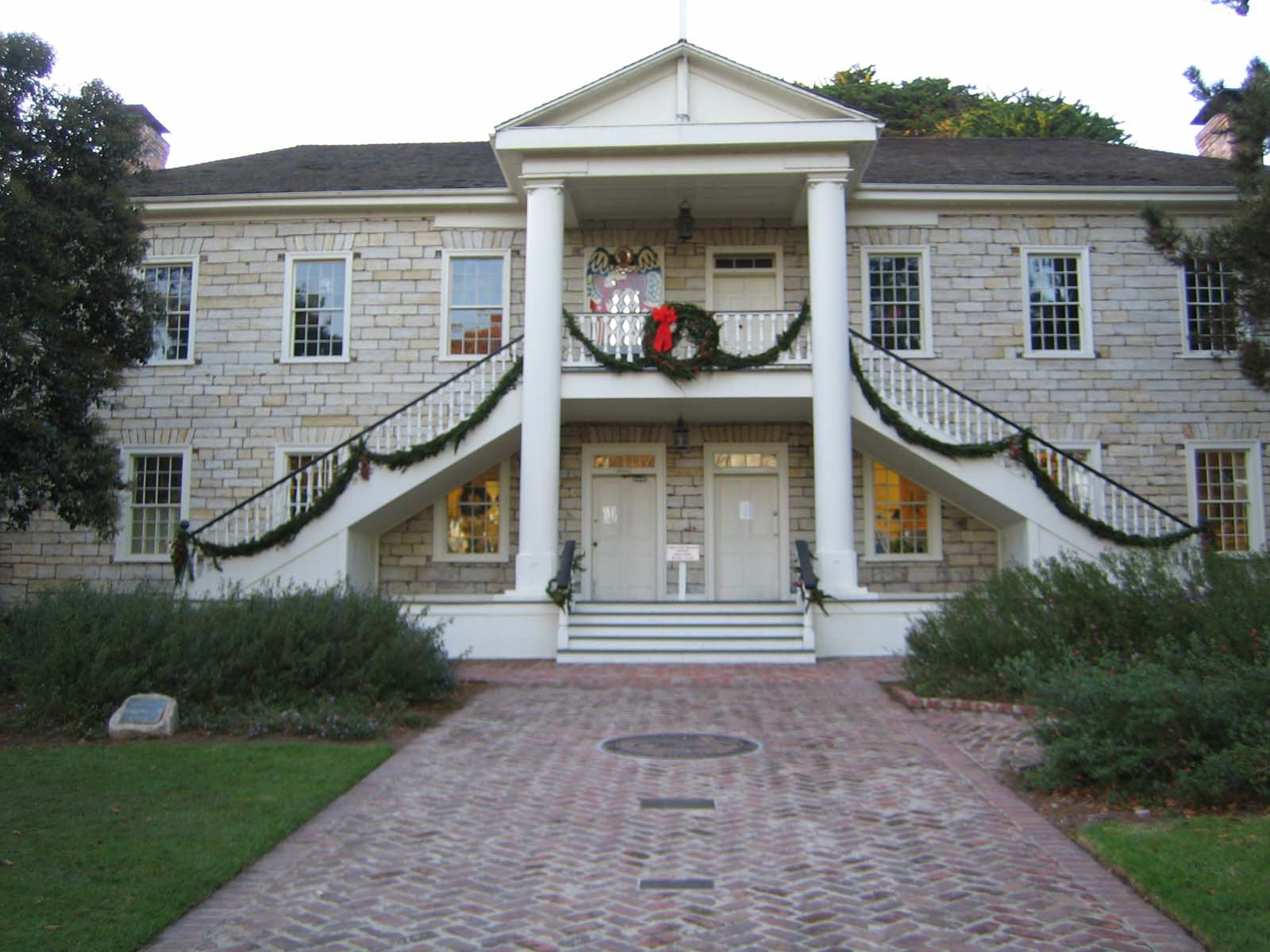
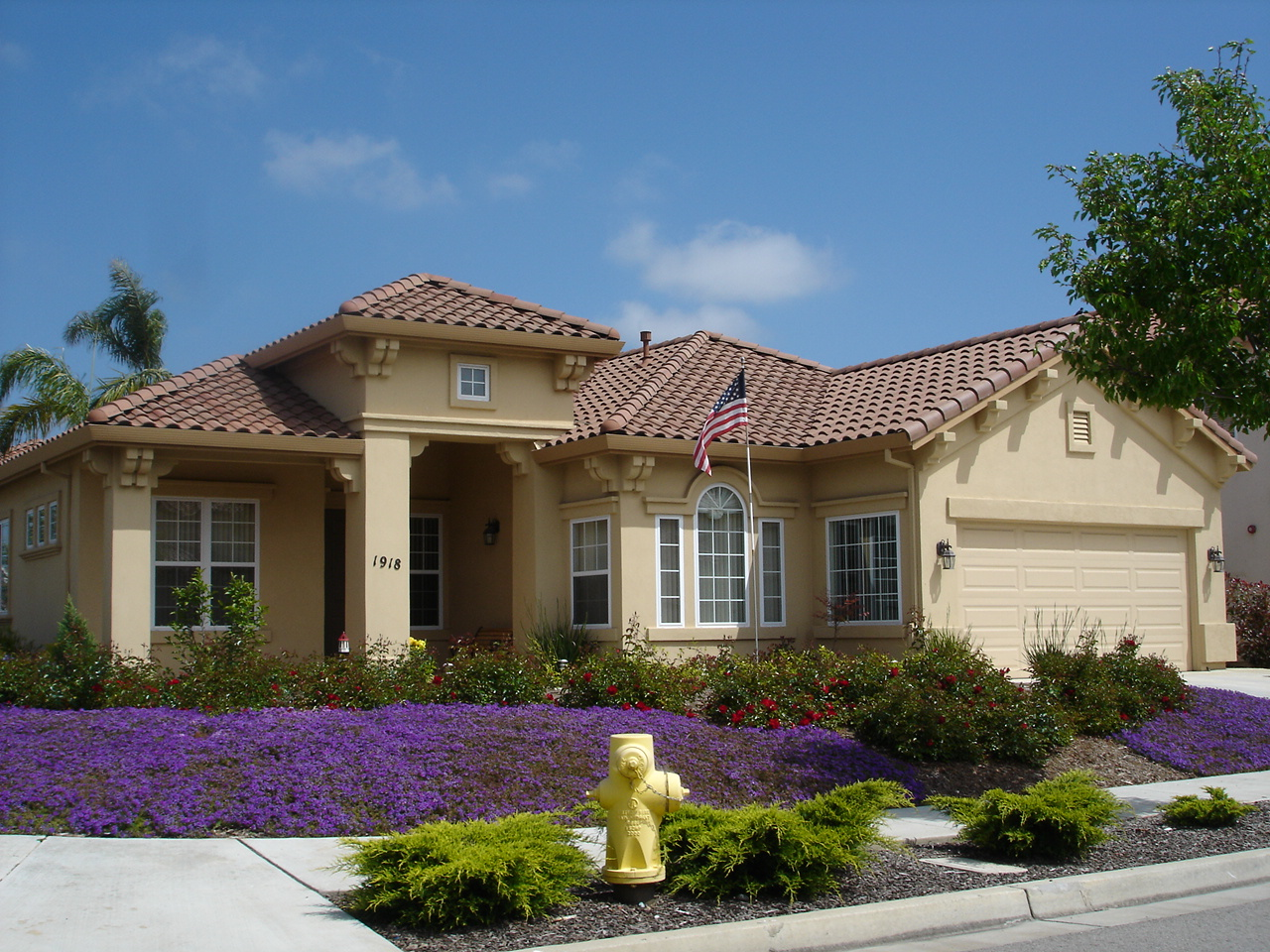
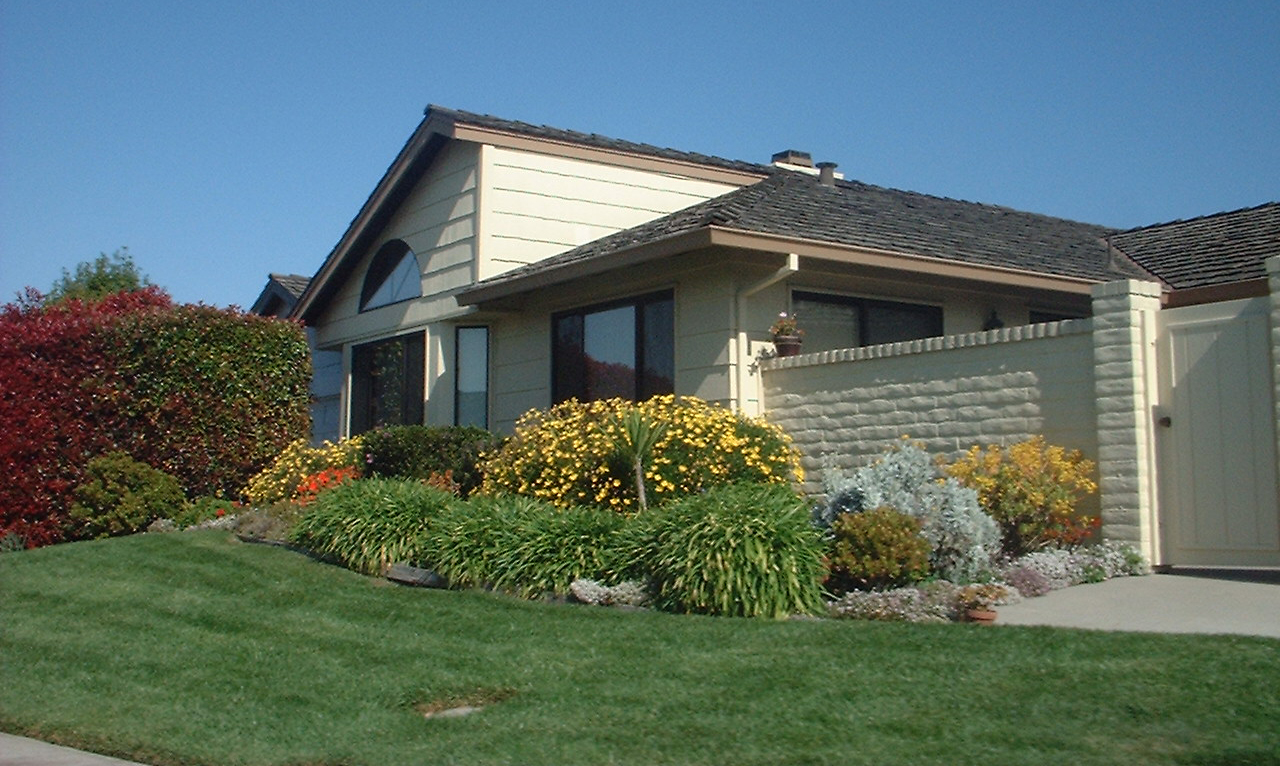
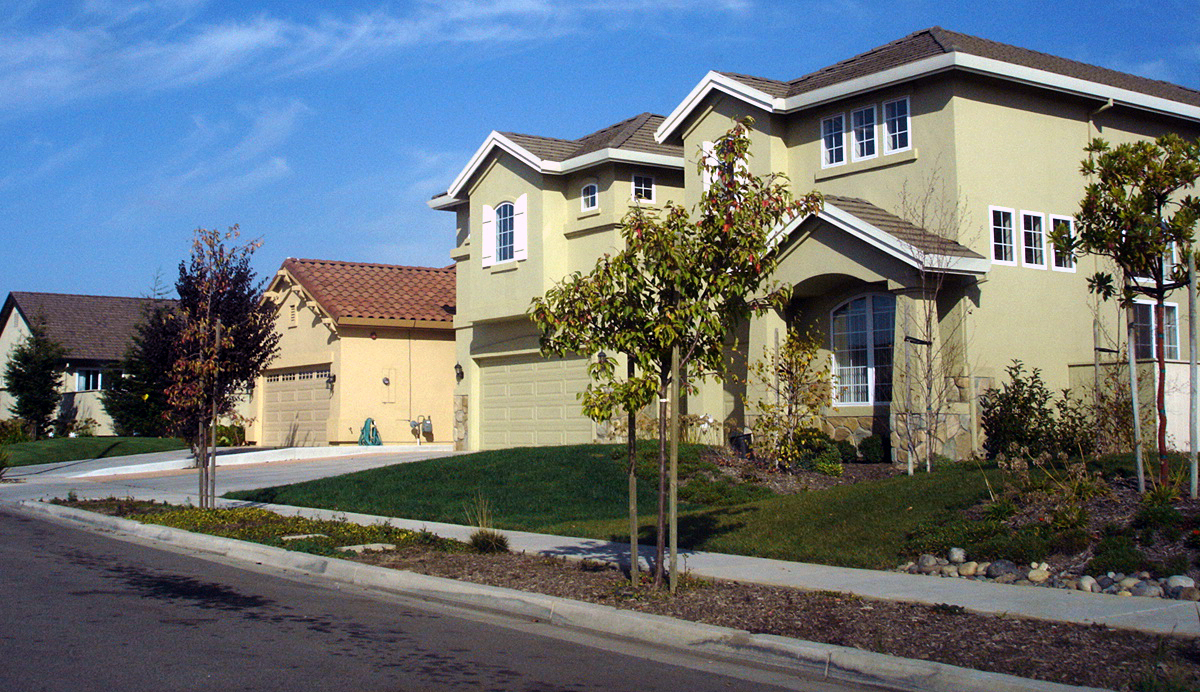
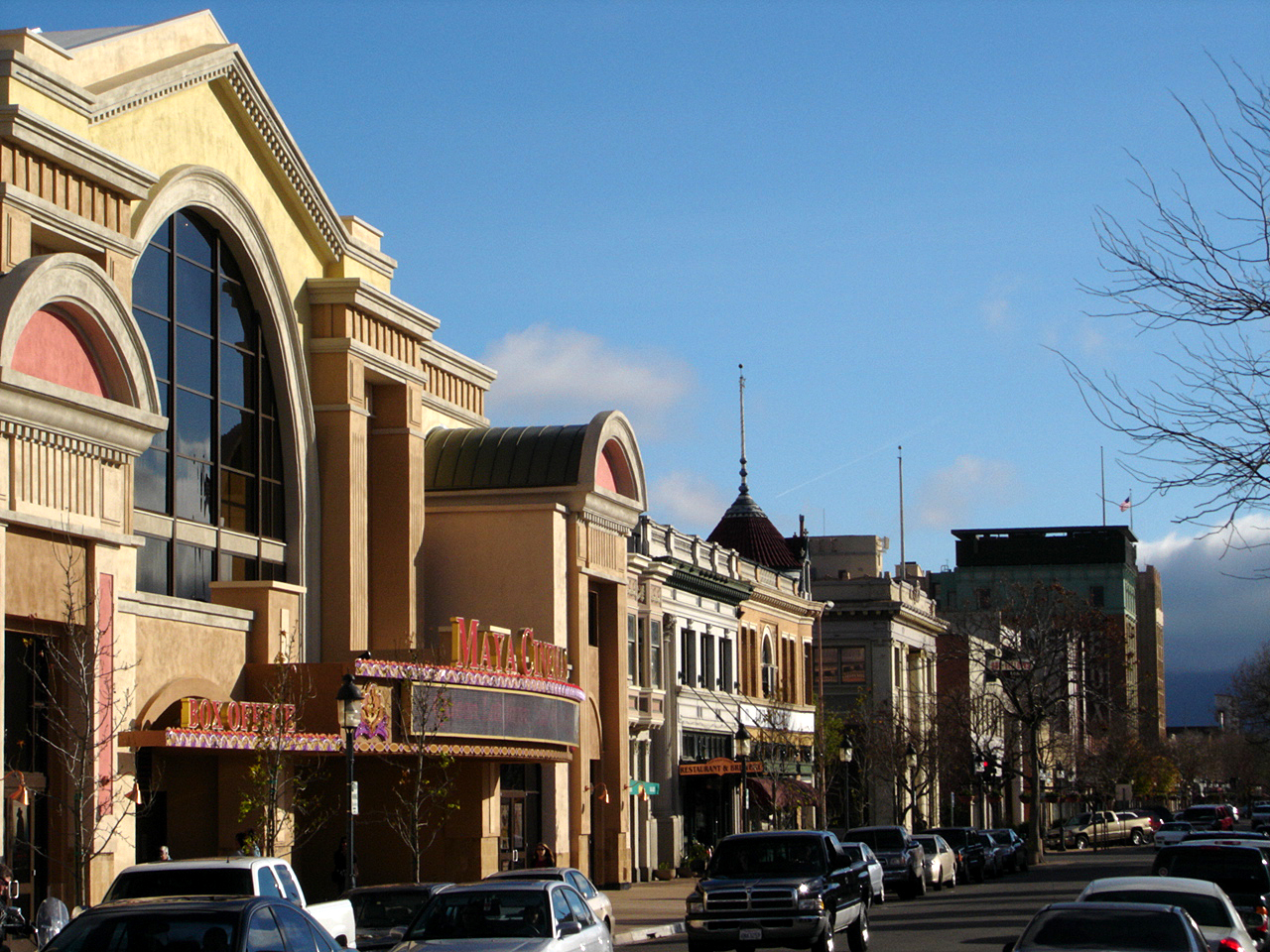
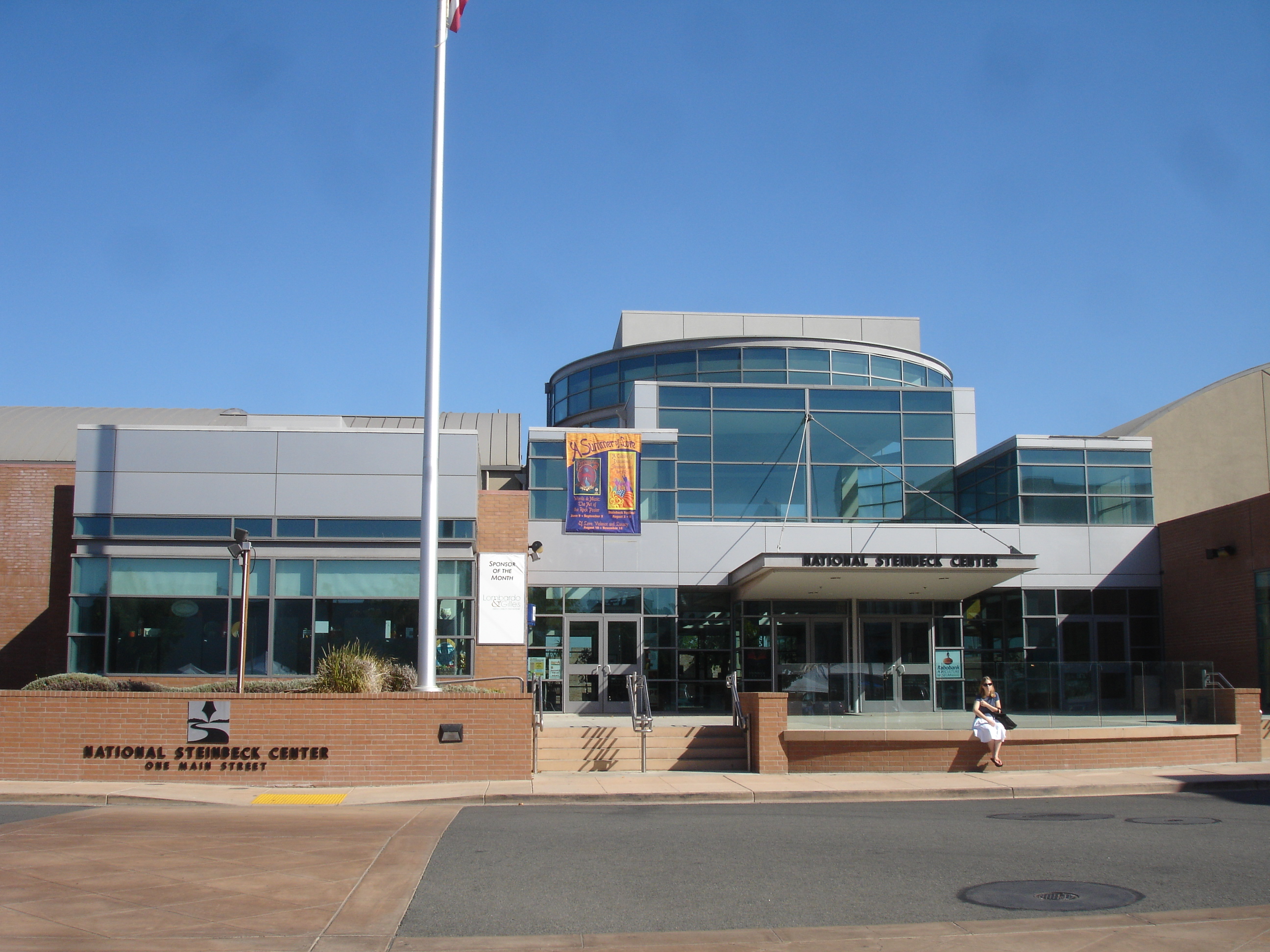
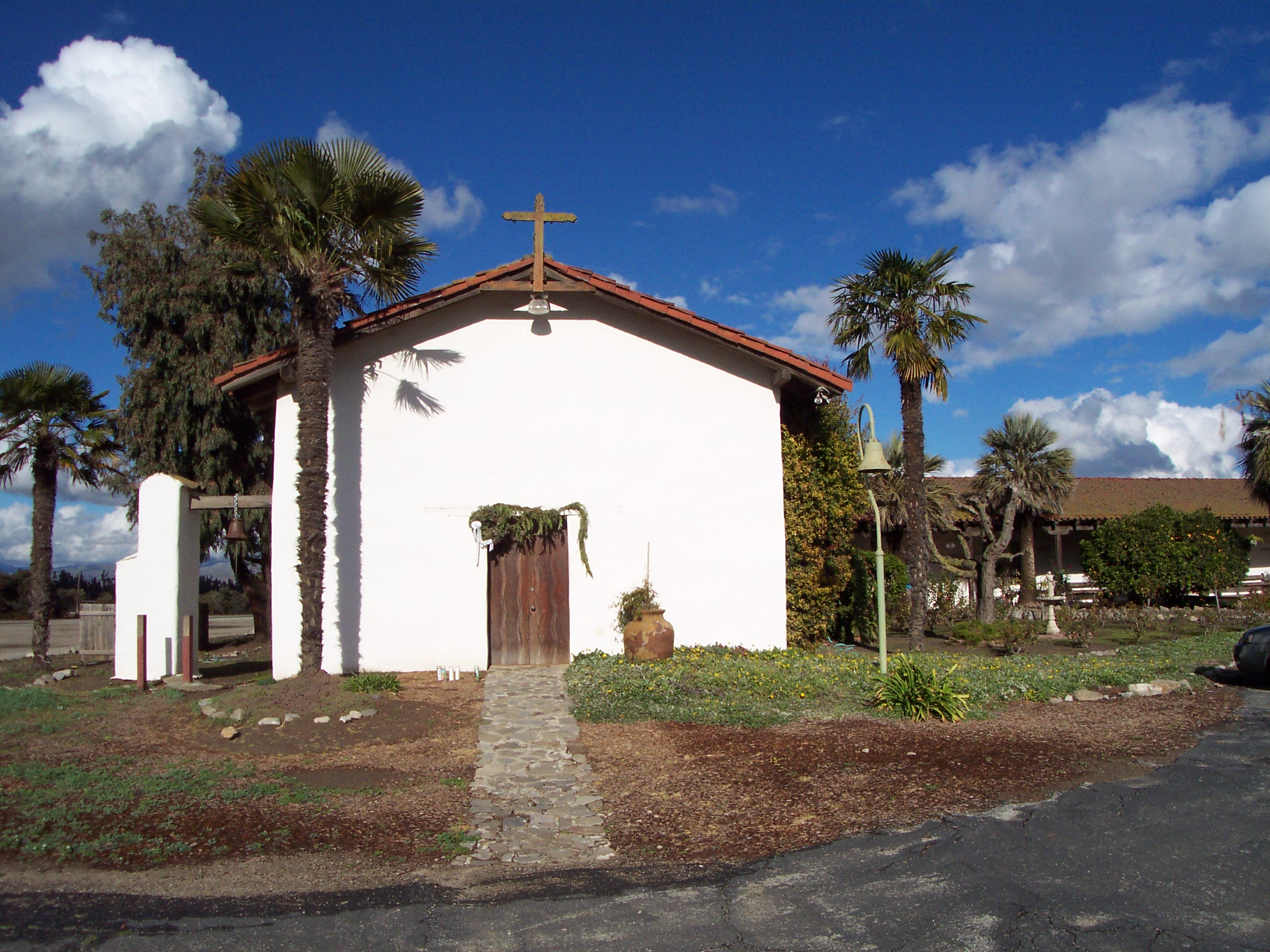